# Sedan (kráter)
Sedan (anglicky Sedan Crater) je kráter nacházející se zhruba 100 km severozápadně od Las Vegas v americkém státě Nevada, který vznikl jako důsledek experimentálního podzemního nukleárního výbuchu o síle 104 kilotun TNT v hloubce 194 m pod zemí, který 6. července 1962 provedla Komise pro atomovou energii (AEC). Tento experiment nebyl primárně určen pro vojenské účely.
Test byl proveden v Nevadské testovací střelnici (Nevada Test Site, NTS) a výbuchem bylo vymrštěno 12 milionů tun zeminy, vznikl tak kráter o průměru asi 400 m a hloubce 100 m. Síla detonace se rovnala seismické energii o úrovni 4,75 Richterovy stupnice.
Kráter Sedan byl zařazen do registru historických míst USA 1. dubna 2012.

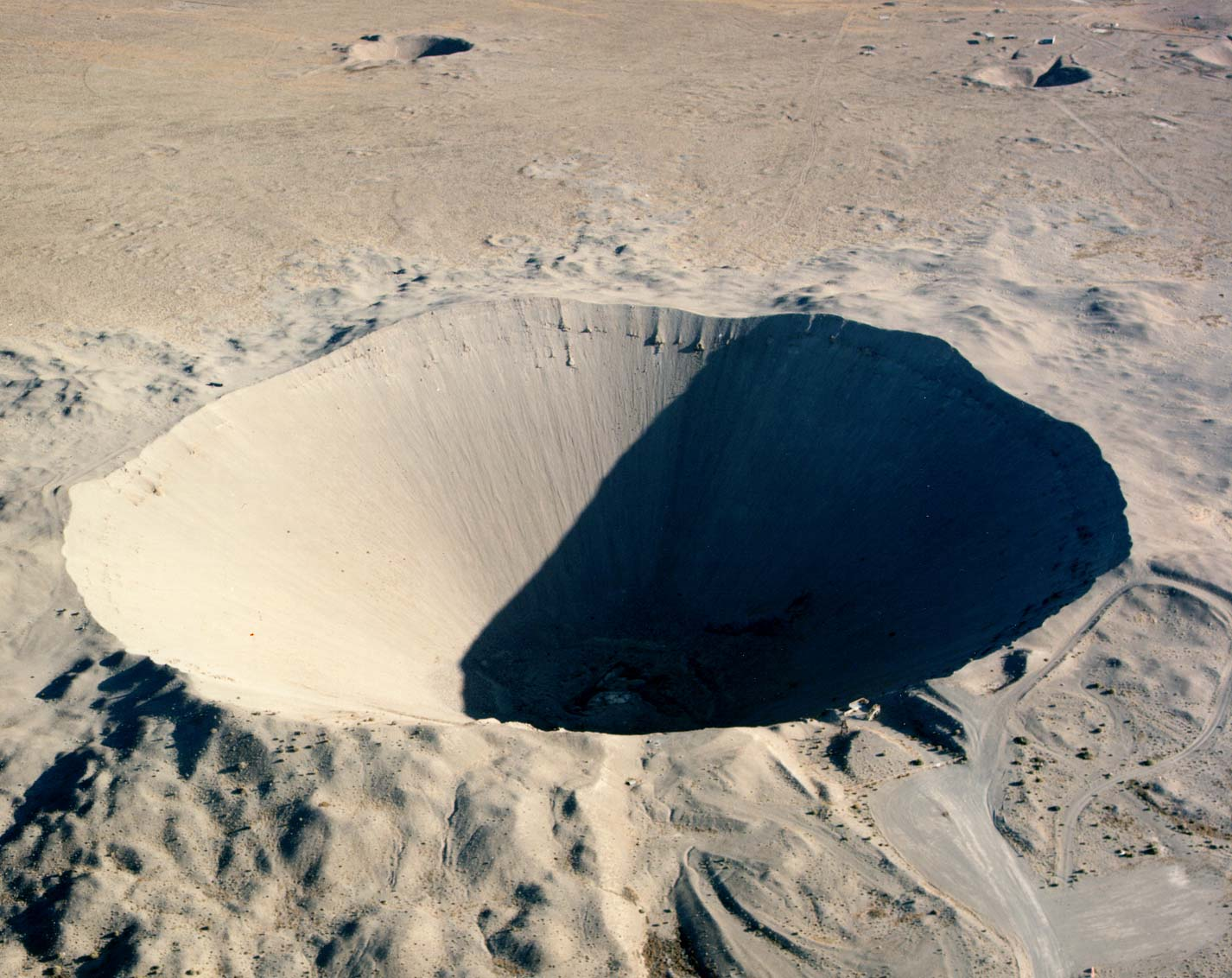
Kráter Sedan